# Al-Mazra'a ash-Sharqiya
Al-Mazra'a ash-Sharqiya (àrab: المزرعه الشرقيّه, al-Mazraʿa ax-Xarqiyya) és un municipi palestí de la governació de Ramal·lah i al-Bireh, al centre de Cisjordània, situat 15 kilòmetres al nord-oest de Ramal·lah. Segons l'Oficina Central d'Estadístiques de Palestina (PCBS), tenia 5.752 habitants en 2016. Es troba 950 metres per sobre el nivell del mar, al sud-est del Mont Aasor. Limita al nord amb la vila de Turmus Ayya, al sud amb Silwad i les viles de Kafr Malik, Deir Jarir i Abu Falah.
La ciutat té moltes mansions grans i elaborades, per la qual raó és coneguda com el "Miami de Cisjordània", segons la BBC.

## Història
Al-Mazra'a ash-Sharqiya ha estat habitada des de mitjans i finals de l'edat del bronze (2000 aC -1000 abans de Crist). S'han trobat descobriments arqueològics al poble i als voltants que es remunten a aquest període. Les persones que han viscut a al-Mazra'a ash-Sharqiya s'han dedicat a l'agricultura, especialment d'oliveres, vinyes, figueres i ametllers, moltes de les quals van ser plantades al segle VII aC.
Al-Mazra'a ash-Sharqiya ha estat identificada com la vila craoda anomenada Mezera, i la possible ubicació d'una església croada. En 1112, Arnulf, el patriarca llatí de Jerusalem va concedir els delmes de Mezera a l'abadia de Santa Maria. En 1183 el Patriarca Heracli de Jerusalem va establir una disputa pel que fa als delmes del poble.

### Època otomana
En 1517 la vila fou incorporada a l'Imperi Otomà amb la resta de Palestina, i en els registres fiscals de 1596 apareix com a Mazra'at Abu Tasa, situada a la nàhiya de Jabal Quds del liwà d'al-Quds. La població tenia 29 llars, totes musulmanes. Pagaven un impost fix del 33,3% en productes agrícoles inclosos el blat, ordi, oliveres, vinyes i fruiters, ingressos ocasionals, cabres i ruscs; un total de 3.500 akçe.
In 1838 el-Mezra'ah fou registrada com una vila musulmana, part de l'àrea de Beni Murrah, situada al nord de Jerusalem.
Una llista de viles otomanes del 1870 mostra que “el-Mezraa” tenia 177 cases i una població de 641 encara que només hi comptava els homes. També registra que estava situada al sud de Turmus Ayya.
En 1882 el Survey of Western Palestine del Fons per a l'Exploració de Palestina descrivia Al-Mazra'a ash-Sharqiya com: «un gran llogaret al cim d'una muntanya, els vessants de la muntanya cobertes de vinyes; també hi ha olives i figues. Les cases són de pedra i tova.»
En 1896 la població de Mezraa, situada a la regió de Beni Murra, fou estimada en unes 801 persones.

### Època del Mandat Britànic
En el cens de Palestina de 1922, organitzat per les autoritats del Mandat Britànic, al-Mazra'a ash-Sharqiya tenia 824,tots musulmans, que augmentaren en el cens de 1931 a 1.191 musulmans, en un total de 247 cases.
En el cens de 1945 la població era de 1.400, musulmans, mentre que l'àrea total era de 16,333 dúnams, segons una enquesta oficial de terra i població. D'aquests, 7.082 eren reservats per a plantacions i terra de rec, 3.831 per a cereals, mentre que 91 dúnams eren classificats com a sòl edificat.

### Després de 1948
En la vespra de guerra araboisraeliana de 1948, i després dels acords d'armistici araboisraelians de 1949, Al-Mazra'a ash-Sharqiya fou ocupada pel regne haixemita de Jordània. Després de la Guerra dels Sis Dies de 1967 va romandre sota l'ocupació israeliana.